# پردیس سینمایی ویلاژ توریست
پردیس سینمایی ویلاژ توریست یک پردیس سینمایی در شهر مشهد، ایران است.
این پردیس سینمایی با ۱۰۷۵ صندلی از دی ماه ۱۳۹۷ با ۱۲ سالن مجهز سینمایی، واقع در طبقهٔ سوم مجتمع ویلاژ توریست آمادهٔ میزبانی از علاقه‌مندان به سینما است.
سالن‌های هفت و هشت سالن‌های VIP هستند.
سالن نه سالن CIP است.
سالن یازده سالن کودک است. و سالن دوازده سالن واقعیت مجازی (VR) می‌باشد.
ویلاژ توریست مشهد یکی از بزرگ‌ترین مراکز تجاری-گردشگری مشهد محسوب می‌شود. این مکان رفاهی-تفریحی دارای ۲۶۰ واحد تجاری، شهربازی، بولینگ و بیلیارد، فودکورت (شامل غذاهای ایرانی و سنتی، غذاهای فرنگی و فست فود) و نیز دو طبقه پارکینگ طبقاتی رایگان با گنجایش ۱۵۰۰ ماشین است و سالن‌های سینما نیز در طبقه چهارم مجتمع واقع هستند.